# Erna
Erna – imię żeńskie. Skrócona forma imion Ernesta i Ernestyna.
Erna imieniny obchodzi 12 stycznia, 30 marca, 29 sierpnia.

## Kobiety o imieniu Erna
- Erna Berger – niemiecka śpiewaczka, sopran,
- Erna Rosenstein – polska malarka,
- Erna Sack – niemiecka śpiewaczka, sopran,
- Erna Solberg – norweska polityk, od 2004 przewodnicząca Partii Konserwatywnej (Høyre).